# Judah Folkman
Judah Folkman (Cleveland, EUA 1933) és un biòleg, oncòleg i professor universitari estatunidenc.

## Biografia
Nascut a la ciutat de Cleveland, a l'estat nord-americà d'Ohio, el 1933 va llicenciar-se en medicina per la Universitat Harvard el 1957.
Inicià els seus estudis de recerca quirúrgica i mèdica al voltant de l'angiogènesis, procés pel qual els tumors formen un sistema vascular propi que els permet la seva nutrició i desenvolupament posterior, una de les teories més rellevants actualment en la lluita contra el càncer. En les seves investigacions Folkman va descobrir que l'agniogènesis dels tumors pot ser bloquejada i deixar-la en letargia de manera indefinida gràcies a la combinació de les proteïnes necessàries.
Actualment el doctor Folkman dirigeix el departament d'investigació quirúrgica del Children's Hospital de Boston i és professor de Biologia Cel·lular en la Universitat Harvard.
L'any 2004 fou guardonat amb el Premi Príncep d'Astúries d'Investigació Científica i Tècnica, juntament amb Tony Hunter, Joan Massagué Solé, Bert Vogelstein i Robert Weinberg, pels seus estudis del sistema vascular que desenvolupen els tumors, una de les principals bases per al tractament en oncologia.